# Едвин Канка Ћудић
Едвин Канка Ћудић (Брчко, 31. децембра 1988), босанскохерцеговачки је активист за људска права, новинар, мајстор борилачких вештина и политиколог, тренутно је координатор УДИК-а и представник Босне и Херцеговине у Регионалном савету РЕКОМ мрежа помирења.